# Asahi Shimbun
Asahi Shimbun (japansk: 朝日; [aꜜsaçi ɕimbɯɴ]?, Morgensolsavisen) er én af fem nationale dagblade i Japan. Det havde i første halvår 2012 et dagligt gennemsnitligt oplag på 7,612 millioner for morgenudgaven og 2,845 millioner for aftenudgaven, hvilket var Japans næststørste oplag efter Jomiuri Shimbun. Virksomhedens hovedkontor ligger i byen Osaka.